# Comté de Sheridan (Dakota du Nord)
Pour les articles homonymes, voir Comté de Sheridan.
Le comté de Sheridan est un comté des États-Unis situé dans l’État du Dakota du Nord. En 2010, la population était de 1 321 habitants. Son siège est McClusky.

## Comtés adjacents
- Comté de McHenry (nord)
- Comté de Pierce (nord-est)
- Comté de Wells (est)
- Comté de Kidder (sud-est)
- Comté de Burleigh (sud)
- Comté de McLean (ouest)

## Principales villes
- Goodrich
- Martin
- McClusky

## Démographie
| 1910  | 1920  | 1930  | 1940  | 1950  | 1960  |
| ----- | ----- | ----- | ----- | ----- | ----- |
| 8 103 | 7 935 | 7 373 | 6 616 | 5 253 | 4 350 |

| 1970  | 1980  | 1990  | 2000  | 2010  | - |
| ----- | ----- | ----- | ----- | ----- | - |
| 3 232 | 2 819 | 2 148 | 1 710 | 1 321 | - |